# Ружићева зграда
Ружићева зграда у Параћину представља непокретно културно добро као споменик културе. У згради познатој и као „Ружићева зграда” налазе се просторије Завичајног музеја Параћина.
Зграду је између 1870. и 1875. године подигао Петар Ружић, судија параћинског суда и одборник, који је био велики заговорник развоја просвете у Параћину, тако да је на  његов захтев Министарство просвете одобрило отварање прве дворазредне Гимназије „Реалчице“ 1878. године.
Ова зграда је често мењала своју намену. Првих година српско–турских ратова 1876 – 1878. године коришћена је за смештај мање прихватне болнице. Након ових ратова у згради су била смештена нека одељења гимназије као и Женска занатска школа, коју је основало друштво „Коло српских сестара“ око 1910. године. Од 1919. године у њу се поново враћа школа све до 1929. године, када зграду за своје потребе, преузима војска. Након Другог светског рата зграда често мења намену, све до 1977. године када се одлуком Скупштине општине Параћин додељује Завичајном музеју.
Ово је један од првих спратних грађевина у Параћину. Грађена је у упрошћеном стилу неоренесансе. Састоји се од високог приземља и спрата, док се испод дворишног дела зграде налази подрум. Приземни део је ходником подељен на два дела, јер је некад то био колски пролаз из улице према дворишту. Касније је овај пролаз зазидан, тако да се сада уместо великих двокрилних врата са колобранима, налази озидан прозор, стилски и по димензијама исти као и суседни прозори на фасади. Кров је двосливан, покривен бибер црепом.
Фасада зграде према улици је декоративно обрађена пластиком у плитком малтеру, бојеном у два тона. Употребом витких полупиластера и издужених прозора који се лучно завршавају, зграда је визуелно добила на висини. Вертикалност и симетричност објекта, наглашени су централним ризалитом, који просеца вишеструко профилисане кордонске венце, полукружно се завршавајући изнад линије кровног венца, и ритмично постављеним витким прозорима лучно засведеним, по два са обе стране, и на оба спрата. Елемент националног стила у архитектури видимо у чипкастом, оријенталном украсу, који украшава кровни венац, са обе стране централног ризалита уличне фасаде.
Ентеријер зграде је репрезентативан. Очуване су две сликане таванице и један медаљон, са приказом средњовековног ратника. Таванице су украшене геометријским и флоралним орнаментима.